# Parafia Najświętszego Serca Jezusa w Bukowie Morskim
Parafia Najświętszego Serca Jezusa w Bukowie Morskim – parafia Kościoła Polskokatolickiego w RP, położona na terenie diecezji wrocławskiej, w dekanacie pomorsko-wielkopolskim. Msze św. sprawowane są w środę i piątek o godz. 18:00 oraz niedzielę i święta o godz. 9:00 i 11:00. 

## Historia
Świątynią parafialną jest zabytkowy, XIV-wieczny kościół Najświętszego Serca Jezusa.
Parafia polskokatolicka w Bukowie Morskim została erygowana 19 kwietnia 1964 roku przez bpa Juliana Pękalę, ówczesnego zwierzchnika Kościoła Polskokatolickiego. Kościół Narodowy znany był mieszkańcom miasteczka za sprawą działającej jeszcze kilka lat wcześniej w sąsiednim Darłowie parafii, którą kierował ks. Józef Nowak. Od 1969 proboszczem parafii był tutaj bardzo energiczny ks. Stefan Mościpan, z jego inicjatywy postawiono przy kościele pomnik ku Czci Bohaterów Wału Pomorskiego. W następnych latach, na skutek częstych zmian duszpasterzy parafia podupadła, dopiero przybycie ks. Dominika Gzieło postawiło wspólnotę na nogi. Staraniem proboszcza w ostatnich latach dokonano wielu gruntownych remontów min. dachu kościelnego, który w dniu 11 listopada 2006 został uroczyście poświęcony przez ks. inf. Stanisława Bosego – administratora diecezji wrocławskiej.

## Proboszczowie
- ks. Stefan Mościpan (1969 – ?)
- ks. Dominik Gzieło (1985 – nadal)[2]